# Severní Jemen
Severní Jemen je historické území na severu dnešního Jemenu. V minulosti patřilo území Osmanské říši, v roce 1918 zde vzniklo nezávislé Jemenské království, v roce 1962 Jemenská arabská republika (zkrác. Severní Jemen) a od roku 1990 je území součástí Jemenské republiky (zkrác. Jemen).

## Historie
V období starověku byl severní Jemen součástí Má'aribské říše. V 7. století byl ovládnut Arabskou říší; islamizované kmeny se v průběhu dvou století rozdělily na sunnity a šíity, přičemž šíité osídlili severní a východní hornaté části dnešního Jemenu, sunnité zejména nížinu Tihāmâ. V roce 1538 severní Jemen ovládla Osmanská říše (Turci), ale od 17. století si řada místních knížectví (emirátů) zachovávala značnou míru autonomie. Když Britové obsadili území na jihu Jemenu, snažila se Osmanská říše o pevnější připoutání území, a tak se území severního Jemenu stalo od roku 1873 vilájetem (nejvyšší územněsprávní jednotkou Osmanské říše).

### Samostatnost
Před první světovou válkou proběhlo povstání imámů, ve kterém byla Osmanská říše poražena, a tak získala oblast severního Jemenu v roce 1911 značnou autonomii. Po první světové válce bylo na tomto území vyhlášeno samostatné Jemenské království (30. 10. 1918; mezinárodně uznáno 2. 9. 1926), zatímco jih zůstal britskou kolonií, respektive protektorátem. V roce 1928 podepsal severní Jemen smlouvu o přátelství se Sovětským svazem. Smlouvou z roku 1934 Británie uznala nezávislost Jemenského království, které se naopak zřeklo ambicí na připojení jižního Jemenu.

### Vyhlášení republiky a občanská válka
V období po druhé světové válce se Jemenské království stalo členem OSN. V zemi postupně sílila opozice proti monarchii, která vyvrcholila po smrti krále a imáma Ahmada bin Yahya († 19. září 1962) vojenským převratem 26. září 1962. Na myšlenkách panarabismu byla po vzoru Egypta vyhlášena republika – Jemenská arabská republika (JeAR),  zkráceně Severní Jemen. To vedlo ke vzniku občanské války mezi republikány (podporovanými Egyptem) a monarchisty (podporovanými Saúdskou Arábií) v letech 1962–1968. Situaci zmírnilo stažení egyptských vojsk v roce 1967. Střety pokračovaly souběžně s mírovými rozhovory až do roku 1970, kdy nabylo účinnosti příměří. V roce 1970 Saúdská Arábie uznala Jemenskou arabskou republiku, čímž byli stoupenci monarchie poraženi, a začala uplatňovat vliv podporováním Jemenské lidově demokratické republiky (JLDR, tzv. Jižní Jemen).

### Období Jemenské arabské republiky
Na přelomu 60. a 70. let 20. století převzaly vládu v Severním Jemenu levicové síly, které zahájily proces sbližování s Jižním Jemenen. Proces sbližování byl završen vyhlášením společné deklarace o budoucím sjednocení. Cestu ke sjednocení přerušil v roce 1979 válečný konflikt. Severojemenská vláda obvinila Jižní Jemen z vměšování do vnitřních záležitostí a z finanční podpory levicových rebelů. Eskalaci konfliktu zabránila intervence Ligy arabských států.
K opakovanému sblížení států došlo v roce 1988, kdy se Jižní Jemen dostal vlivem rozpadu komunistického bloku do těžké hospodářské situace. V listopadu 1989 byla podepsána deklarace o sjednocení. V souladu s deklarací vytvořil Severní Jemen s Jižním Jemenem dne 22. května 1990 Jemenskou republiku.